# Tony Morley
William Anthony ("Tony") Morley (Ormskirk, 26 augustus 1954) is een voormalig voetballer uit Engeland, die speelde als middenvelder en aanvaller gedurende zijn carrière.
Zijn grootste successen behaalde hij begin jaren tachtig bij Aston Villa, waarmee hij zowel landskampioen werd (1980/81) als de Europacup I en de UEFA Super Cup won (beiden in 1981/82). In het seizoen 1986/87 speelde hij voor FC Den Haag, waarmee hij de bekerfinale in Den Haag speelde tegen Ajax (2-4 na verlenging voor Ajax). Ajax werd toen gecoacht door Johan Cruijff en onder meer assistent Spitz Kohn, en bij Ajax speelden toen onder meer Stanley Menzo, Aron Winter, Frank Rijkaard, Sonny Silooy, John Bosman, John van 't Schip, Marco van Basten, Rob Witschge, Arnold Scholten en Dennis Bergkamp. Bij FC Den Haag speelde Morley onder meer samen met Marco van Alphen, Joop Lankhaar, Edwin Purvis, Cor Lems, Alfons Groenendijk, Remco Boere, oud-Feyenoord vleugelspits Karel Bouwens, Frans Danen en Ron de Roode. Morley speelde daarnaast zes officiële interlands voor het Engels elftal in de periode 1981/82.

## Erelijst
Aston Villa
- Football League First Division: 1980/81
- Charity Shield: 1981
- Europacup I: 1981/82
- UEFA Super Cup: 1982